# Kup europskih prvaka 1965./66. (vaterpolo)
Ovo je treće izdanje Kupa europskih prvaka. Naslov je drugi put u povijesti osvojio beogradski Partizan. U skupini A prošli su dalje Partizan i Dinamo Magdeburg, a ispali Dinamo Bukurešt i Duisburg. U skupini B prošli su Pro Recco (branitelj naslova) i CVSK VMF Moskva, a ispali Ferencváros i Barcelona.
Poluzavršnica
- Pro Recco (Italija) - Partizan (Jugoslavija) 4:1, 1:5 (ukupno 5:6)
- Dinamo Magdeburg (Istočna Njemačka) - CVSK VMF Moskva (SSSR) 3:2, 4:5 (ukupno 7:7)

Završnica
- Partizan - Dinamo Magdeburg 5:3, 3:4 (ukupno 8:7)

- sastav Partizana (drugi naslov): Milan Muškatirović, Đorđe Perišić, Boris Čukvas, Dragan Čolović, Mirko Sandić, Zoran Janković, Feliče Tedeski, Branko Živković, Nenad Manić, Branimir Glidžić, Božidar Novaković